# Brian Fleming
Brian Fleming (* 20. Juli 1946 in Dublin) ist ein früherer irischer Politiker der Fine Gael und früherer Schulleiter.
Fleming war langjähriger Lehrer und zuletzt Schulleiter des Collinstown Park Community College in Dublin. Bei den Wahlen zum Dáil Éireann 1981 wurde er im Wahlkreis Dublin West gewählt und zog als Teachta Dála (Abgeordneter) in den Dáil Éireann ein. Er konnte seinen Sitz noch bei den Wahlen zum Dáil Éireann Februar 1982 verteidigen, scheiterte dann aber bei den Wahlen im November 1982. Er wurde im Februar 1983 über die Kultur- und Bildungsliste in den Seanad Éireann gewählt. Bei den Wahlen zum Dáil Éireann 1987 versuchte er noch einmal, in den Dáil einzuziehen, was aber misslang. Er trat dann nicht mehr zu den Wahlen an.

## Werke
- Brian Fleming: The Vatican Pimpernel: The Wartime Exploits of Monsignor Hugh O'Flaherty. Collins Press, Cork 2008. ISBN 978-1-905172-57-3
- Brian Fleming: Irish education and Catholic Emancipation, 1791–1831. The campaigns of Bishop Doyle and Daniel O'Connell. Peter Lang Verlag, Oxford 2017. ISBN 978-1-78707-310-4